# Cacaliopsis
Cacaliopsis é um género botânico pertencente à família Asteraceae.